# مطرانية الناصرة للروم الكاثوليك
مطرانية الناصرة للروم الكاثوليك أو أبرشية الناصرة هي مقر حضري سكني سابق، أولاً في الأراضي المقدسة، ثم في المنفى البوليني في بارليتا (جنوب إيطاليا)، والتي كان لها خليفة لاتيني وخليفة ماروني كأساقفة اسمية، اندمج الأول في بارليتا، وتم قمع الثاني.

## تاريخ
كانت الناصرة التوراتية واحدة من أهم مقرات البطريركية اللاتينية في القدس أثناء الحروب الصليبية. بعد الاستيلاء على الناصرة، نقل قادة الحملة الصليبية الأولى مقر متروبوليت سكيثوبوليس إلى هناك، بينما استمر الأرثوذكس اليونانيون في الحفاظ على أبرشيتين منفصلتين. هكذا أصبحت الناصرة أبرشية حضرية للكنيسة اللاتينية حوالي عام 1100. وكان من بين مساعدي رئيس الأساقفة أسقف طبرية ورئيس دير جبل طابور.
بعد الفتح الإسلامي للأراضي المقدسة، لجأ أساقفة الناصرة إلى بارليتا ( بوليا، جنوب إيطاليا )، وانتقلوا إلى هناك بشكل دائم في عام 1327. وبدأ بذلك الخط الطويل من رؤساء الأساقفة المطارنة في الناصرة المقيمين في بارليتا، والذي أطلق عليه اسم مقر الناصرة في بارليتا.
في 27 يونيو 1818، بموجب المرسوم البابوي للبابا بيوس السابع، تم قمع أبرشية الناصرة.
في 22 أكتوبر 1828، بموجب المرسوم متعدد الأساقفة للبابا ليون الثاني عشر، تم منح لقب رئيس أساقفة الناصرة إلى رؤساء أساقفة تراني. من خلال عمليات الدمج، انتقل اللقب مرة أخرى إلى رؤساء أساقفة تراني-بارليتا (1860) ثم إلى رؤساء أساقفة تراني-بارليتا-بيشيليي (1986).

## رؤساء الأساقفة المطارنة في الناصرة وفيها
(كلها طقوس رومانية )
- برنارد (حوالي 1120)
- ويليام (1129–1138)
- روبرت الأول (1138–1151)
- روبرت الثاني (1151–؟)
- ليتارد الأول، المعروف أيضًا باسم أتارد (؟–1159)
- ليتارد الثاني (1160–1190)
- جيرفاسيو (؟–1222)
- نيكولاس (حوالي 1230)
- هيو (1231–1239)
- هنري (1239–1268)
- جاي (1273–1288)
- ويليام القديس يوحنا، فرسان الهيكل (O.Templ.) (1288–؟)
- بيتر (؟–1326)

## رؤساء أساقفة الناصرة في بارليتا
(كلها طقوس رومانية )

### رؤساء أساقفة الناصرة في بارليتا
- إيفو (1327–1330)
- بييترو نابولي، الرهبانية الدومينيكية (OP) † (1330–1345)
- دوراندو، الرهبنة الكرملية (O.Carm.) (1345–1348)
- ريكاردو، الفرنسيسكاني (1348–1366)
- غولييلمو بيلفايسيوس، أو بي (1366–1369)
- جيوفاني سالوموني، OP (1369–1380)
- جيوردانو استوبلانز، OP (1381–؟)
- جيوفاني أليسيو (1390–1400)
- باولو دي أريتسو، الإخوة الأصاغر (OFM) (1400–1431)
- أغوستينو فافاروني، النظام الأوغسطيني (OESA) (1431–1443)
- مارينو أورسيني (1445–؟)

### رؤساء أساقفة الناصرة في بارليتا-كاناي ، بعد أن استوعبوا لقب أسقفكاناي
- جياكومو دي أوريليا، OFM (1455–1483)
- جيوفاني دي بارتون (1483–1491)
- جيوفاني ماريا بودريكو (1491–1510)
- أورلاندو كاريتو ديلا روفر (1510–1512)
- جورجيو بينينو سالفياتي، OFM (1513–1520)
- ليوناردو باكوتو (1520–1525)
- بييترو دي ألبيس (1525–1526)
  - المدير الرسولي إركولي رانجوني (1526)، بينما **
- بييترو فرانشيسكو فيرو (1526)
- جيوفاني فرانسيسكو سينا (1527)
- فيليبو أديماري (1528–1536)

### رؤساء أساقفة الناصرة في بارليتا-كان-مونتيفردي
- جيرولامو دي كارو (1536–1552) [3]
- برناردينو فيغيروا (1553–1571)
- فابيو ميرتو فرانجيباني (1572–1587) [4]
- فرانشيسكو سبرا ، رهبنة الإخوة الأصاغر (OFM) (1587) [5]
- جيرولامو بيفيلاكوا ، OFM (1587–1604) [6]
- مافيو باربريني (1604–1608)، البابا المنتخب أوربان الثامن .
- مايكل أنجلو تونتي (1608–1609)
- دومينيكو ريفارولا (1609–1627)
- أنطونيو لومباردي (1627–1636)
- أنطونيو سيفيرولي (1639–1666)
- فرانشيسكو أنطونيو دي لوكا (1667–1676)
- مارزيالي بيليجريني، دير الفرنسيسكان (OFM Conv.) (1677–1685)
- فيليبو كوندولماري (1685–1688)
- جوزيبي روزا (1690–1694)
- دومينيكو فولجوري (1695–1706)
- جوليو بيازا (1706–1710)
- جيرولامو ماتي (1710-1712)
- سلفاتوري ميروبالو (1717–1726)
- جيوفاني كريسوستومو بيانكي، OESA (1726)
- نيكولا إيوريو (1726–1744)
- أنطونيو مارولي دي جاليبرتي (1745–1751)
- جوستو دي ماركو (CR) (1751–1769)
- باسكوالي ماريا ماستريلو، جمهورية التشيك (1769–1783)
- جوزيبي مورميل، CR (1792–1801).

## الخليفة الفخري

### رئيس أساقفة الناصرة اللاتيني
(كلها طقوس رومانية )
في 21 أبريل 1860، تم استعادة الأبرشية اسميًا إلى منصب رئيس أساقفة الناصرة.
في عام 1925 تم قمعها، فقط ليتم استعادتها في عام 1929 وأخيراً تم توحيدها مع (أي دمجها) أبرشية تراني-بارليتا-بيسجليي الحضرية السكنية، وهي أيضًا الوريث الإقليمي للكرسي البولياني السابق في المنفى.
قد كان بها شاغلو المناصب الأسقفية التالية، ويبدو أن جميعهم من أعلى الرتب (المتروبوليتانية):
- جوزيبي دي بيانكي دوتولا (1860.04.21 – 1892.09.22)
- دومينيكو مارينانجيلي (1893.01.16 - 1898.01.08)، أسقف سابق لفوجيا (إيطاليا) (1882.03.27 - 1893.01.16) ورئيس أساقفة تراني إي بارليتا (إيطاليا) (1893.01.16 - 1898.01.08)، لاحقًا لاتيني لقبي بطريرك الإسكندرية (1898.01.08 – 1921.03.06)
- توماسو دي ستيفانو (1898.03.24 - 1906.05.19)
- فرانشيسكو باولو كارانو (1906.09.01 - 1915.03.18)
- جيوفاني ريجين (12.06.1915 - 04.10.1918)
- جوزيبي ماريا ليو (17 يناير 1920 - 1925)
- بول عواد (14.06.1941 - 28.06.1944)
- ريجينالدو جوزيبي ماريا أدازي، النظام الدومينيكي (OP) (10.11.1947 - 03.07.1971)
- جوزيبي كاراتا (28/08/1971 - 1989).

### أسقفية الناصرة المارونية الفخرية
( طقس أنطاكية )
تم تأسيسها في أواخر القرن التاسع عشر باعتبارها أسقفية اسمية من أدنى مرتبة (أسقفية)، ولكن تم قمعها في عام 1911، حيث كان لها رئيس واحد فقط:
- الأسقف الفخري يوحنا حبيب (1889 – 1894.06.04).

في عام 1926 تم ترميمها، وهي الآن بمثابة رئيس أساقفة اسمي من الدرجة المتوسطة (غير متروبوليتية). في عام 1939 تم قمعها مرة أخرى، بعد أن كان لديها شاغلو المناصب التالية:
- رئيس الأساقفة الفخري بول أواد (24 سبتمبر 1896 – 11 فبراير 1911)
- المطران الفخري الياس ريشا (1926.06.21 – 1937.10.10).